# Sarriod

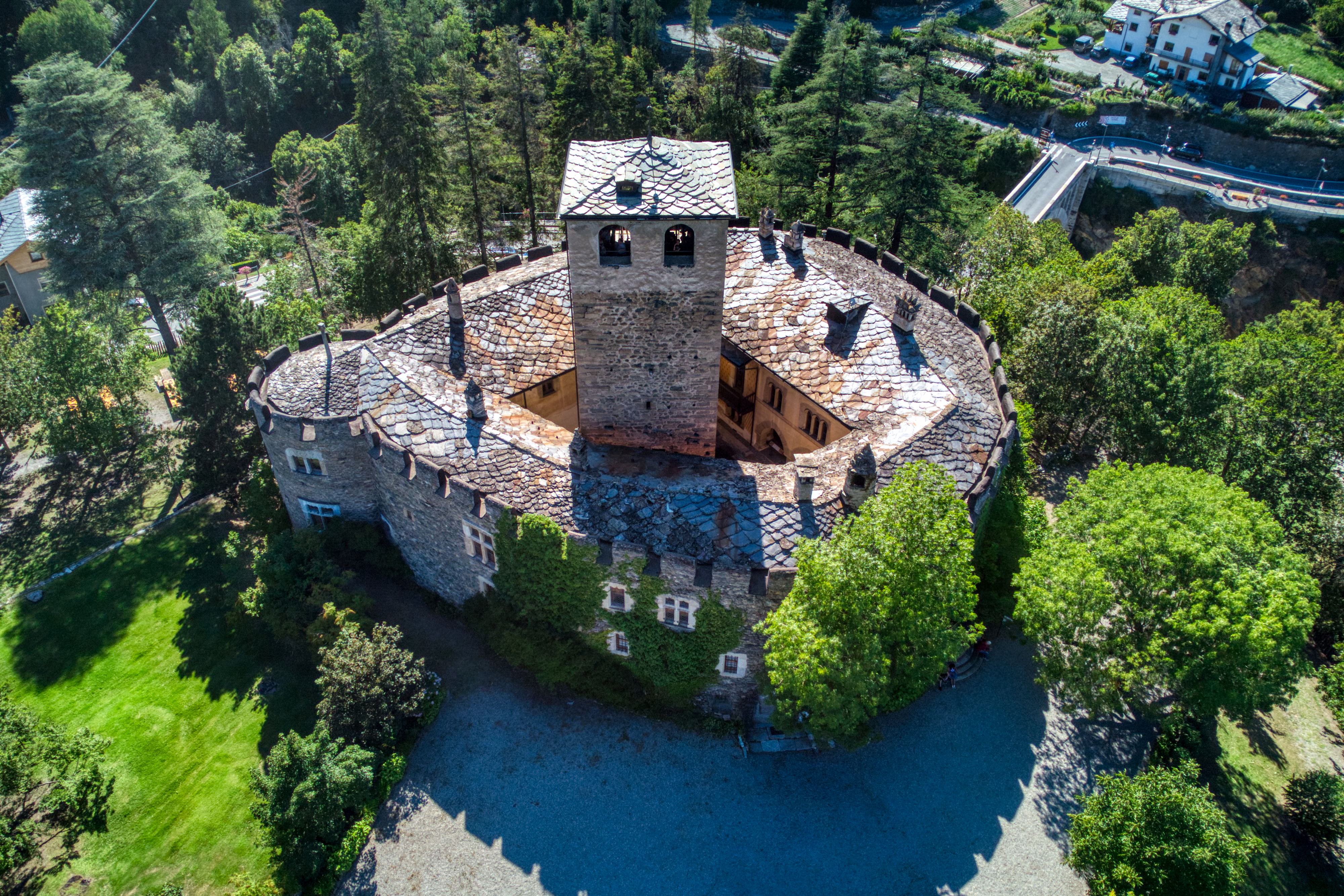
Castello di Introd

I Sarriod o (pron. fr. AFI: [saʁjo]), anticamente i de Bard (pron. fr. AFI: [də baʁ]), sono una famiglia nobiliare valdostana, la cui esistenza è attestata almeno a partire dal XIII secolo.

## Storia
Capostipite della famiglia fu probabilmente Marc de Bard, appartenente alla famiglia dei signori di Bard.
Intorno al 1240 Amedeo IV di Savoia, stanco delle scorrerie e delle ribellioni di Guillaume e Hugues de Bard, decise di privarli del castello di Bard e delle loro terre. Nel 1242 Marc, prendendo le distanze dal padre Guillaume e dallo zio, riuscì a riconquistare la fiducia dei Savoia, che gli riconsegnarono i feudi di Introd e alcune terre a Saint-Pierre.
Visto il divieto di abitare a Introd, Marc stabilì inizialmente la sua dimora in una torre chiamata "turris Sariodorum" a Saint-Pierre (l'attuale Castello Sarriod de la Tour), e da cui derivò il nome della famiglia, Sarriod. Due anni più tardi, nel 1244, Marc ottenne il permesso a "sublimandi atque merlandi turrim" a Introd, cioè a innalzare e munire di merlature una torre. Questo fa pensare che ad Introd doveva quindi già esistere una struttura fortificata prima di quella data.
La famiglia dei Sarriod è imparentata con Yblet de ChallantA fine Trecento il più influente feudatario della valle, Louis Sarriod d'Introd, sposò la figlia di Ibleto, Antonia. I due bambini che nacquero da questo matrimonio, Yblet e Jean, ancora minori nel 1405 al momento del testamento del potente nonno Yblet, si divisero i feudi dando origine, il 18 gennaio 1420, ai due rami separati della famiglia: quello dei Sarriod d'Introd al primogenito Yblet, e Sarriod de La Tour a Jean.
Nonostante questa divisione dei beni, i Sarriod, che fino ad allora erano tra le famiglie nobili più potenti della Valle d'Aosta, conservarono un livello più che dignitoso di nobiltà. Rispetto alla quasi totalità delle famiglie nobili valdostane, che si sono estinte nel corso della storia, i Sarriod d'Introd mantengono tuttora una discendenza.
I Sarriod de la Tour continuarono ad abitare l'omonimo castello fino al 1923, anno della morte dell'ultimo discendente della famiglia, Christine. Il castello di Introd rimase invece di proprietà dei Sarriod d'Introd fino al 16 dicembre 1903, poi fu venduto al commendatore Alberto Gonella ed in seguito ereditato dalla famiglia Calani.

## Stemma
Lo stemma dei Sarriod d'Introd raffigura uno sfondo argento attraversato da una banda trasversale azzurra, dentro la quale si trovano tre leoni illeoparditi d'oro con la lingua rossa.
Lo stemma dei Sarriod de la Tour si diversifica dal precedente per l'aggiunta di una torre rossa in alto a destra.

## Esponenti
Tra i membri più noti della famiglia si può citare Pierre Sarriod d'Introd, balivo di Aosta, che verso la metà del Quattrocento sposò Caterina di Challant, figlia di François de Verrès e primo conte di Challant; combatté insieme alla moglie per difendere i feudi di Verrès, Challant, Issogne e Graines, a lei lasciati in eredità dal padre François, ma rivendicati da alcuni parenti maschi della famiglia.
Pierre morì in un'imboscata nei pressi della prevostura di Saint-Gilles a Verrès nel 1456, mentre stava accorrendo in soccorso della moglie assediata nel castello di Châtillon, e pochi mesi dopo Caterina fu costretta ad arrendersi e a cadere le sue terre al cugino Jacques d'Aymavilles.